# La morte civile (opera teatrale)
La morte civile è un dramma di Paolo Giacometti del 1861.
Quest'opera, considerata la più significativa di Giacometti, è fortemente influenzata dall'esperienza coniugale del drammaturgo e tratta del tema del divorzio in maniera anticlericale. La morte civile ebbe un notevole successo e divenne cavallo di battaglia di celebri attori dell'epoca, quali Ermete Zacconi, Tommaso Salvini e Ermete Novelli.

## Trama
Dopo essere fuggito di prigione dove stava scontando un ergastolo per omicidio, Corrado si mette in cerca della moglie Rosalia e della figlia.
Le ritrova presso Arrigo Palmieri, un dottore presso il quale la moglie lavora. Dopo aver scoperto che Rosalia ha nascosto alla figlia la sua vera identità e che le ha fatto credere che Arrigo sia suo padre, decide di togliersi la vita.